# Nazza
Nazza là một đô thị trong huyện Wartburg ở bang Thüringen, Đức. Đô thị này có diện tích 12,71 km².